# Garin Nugroho
Garin Nugroho Riyanto (ur. 6 czerwca 1961 w Yogyakarcie) – indonezyjski reżyser, scenarzysta i producent filmowy. Jedna z czołowych postaci współczesnej kinematografii indonezyjskiej. Autor ponad 25 filmów fabularnych, dokumentalnych i krótkometrażowych, obecnych w programach najbardziej prestiżowych na świecie festiwali filmowych.

## Życiorys
Jego filmy Liść na poduszce (1998) i Serambi (2005) startowały w konkursie „Un Certain Regard” odpowiednio na 51. i 59. MFF w Cannes. Z kolei Opera Jawa (2006) i Wspomnienia mojego ciała (2018) prezentowane były w sekcji „Horyzonty” na 63. i 75. MFF w Wenecji.
Poza walorami estetycznymi filmy Nugroho zawierają na ogół wiele odniesień do kwestii społeczno-ekonomicznych Indonezji. Reżyser nie stroni od tematów stricte politycznych bądź dotyczących wielokulturowości.
Nugroho zasiadał w jury sekcji „Horyzonty” na 66. MFF w Wenecji (2009). Jego najstarsza córka Kamila Andini oraz jej mąż Ifa Isfansyah są również uznanymi reżyserami filmowymi.